# وليام أودوم إلدريدج
وليام أودوم إلدريدج (بالإنجليزية: William Eldridge Odom)‏ (و. 1932 – 2008 م) هو جندي من الولايات المتحدة الأمريكية . ولد في كوكفل .
توفي في لينكولن .

## التعليم
تعلم في الأكاديمية العسكرية الأمريكية، وجامعة كولومبيا.

## مناصب وهيئات
أدار جامعة ييل.

## الخدمة العسكرية
خدم في القوات البرية للولايات المتحدة.

## جوائز وترشيحات
حصل على جوائز منها:
- وسام "العمل الشجاع في الحرب الوطنية العظمى 1941-1945
- وسام الاستحقاق.